# Betanzos (gemeente in Bolivia)
Betanzos is een gemeente (Municipio) in de Boliviaanse provincie Cornelio Saavedra in het departement Potosí. De gemeente telt naar schatting 32.690 inwoners (2018). De hoofdplaats is Betanzos.

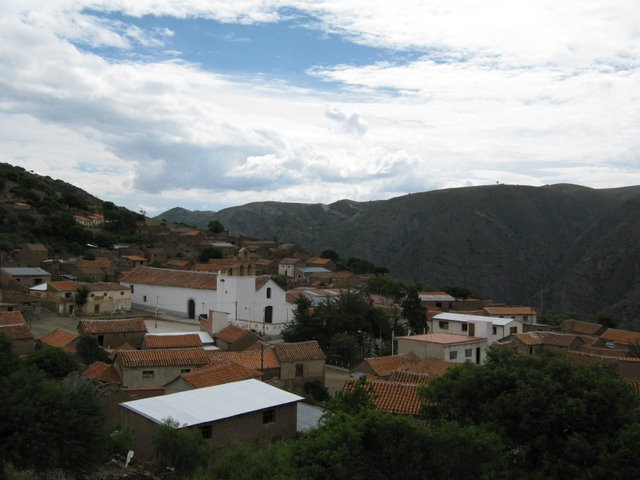
Otuyo